# Nguyễn Dĩnh
Nguyễn Dĩnh là Thiếu tướng Công an nhân dân Việt Nam. Ông nguyên là Cục trưởng Cục Cảnh sát truy nã tội phạm Bộ Công an (Việt Nam).

## Tiểu sử
Nguyễn Dĩnh là đảng viên Đảng Cộng sản Việt Nam.
Tháng 10 năm 2009, Nguyễn Dĩnh là Đại tá Công an nhân dân Việt Nam, Phó Chánh Văn phòng Bộ Công an Việt Nam.
Từ tháng 6 năm 2010 đến tháng 12 năm 2012, Nguyễn Dĩnh là Đại tá, Bí thư Đảng bộ, Cục trưởng Cục Cảnh sát truy nã tội phạm (C52), Bộ Công an.
Từ cuối tháng 12 năm 2012 đến tháng 8 năm 2018, Nguyễn Dĩnh là Thiếu tướng Công an nhân dân Việt Nam, Cục trưởng Cục Cảnh sát truy nã tội phạm, Bộ Công an.